# 이란의 대외 관계
이란의 외교 정책은 두 가지 원칙을 견지하고 있다. 이란에 대한 외부의 영향력을 줄이는 것과 비동맹국들과의 외교적 접촉을 확대하는 것이다. 이란은 UN의 거의 대부분 회원국들과 외교 관계를 맺고 있으나, 이스라엘, 미국(이란 혁명 이후로)과는 외교 관계가 없다.

## 각국과의 대외 관계
| 국기         | 수교 | 관계 |
| ------------ | ---- | --- |
| 대한민국     |      | 대한민국과는 1962년 10월 23일 수교하였다. 조선민주주의인민공화국과는 1973년 수교하여 이란-이라크 전쟁 때 이란을 군사적으로 지원했던 적이 있었다. 2010년 8월 6일 이명박 정부는 이란 제재를 위한 `이란제재 국가이행보고서'를 유엔 안보리에 제출했으며 내용은 이란 제재 진행상황과 함께 향후 포괄적인 제재추진 계획을 담고있는 것으로 전해졌다. 이란과 대한민국을 직접 연결하는 항공편은 없어 다른 나라를 경유해야 이란에 갈 수 있었으나 국토교통부가 대한항공에 이란행 직항 항공편을 배정하기로 결정했다. |
| 이집트       |      | 이집트와 이란은 1939년 양국에 대사관을 설치하였다. 1979년 이란 혁명이 일어나 축출된 팔라비 왕조에 이집트는 도피처를 제공하였다. 또한 1979년 이집트가 이스라엘을 국가로 인정하는 평화조약에 서명하자 이란은 이집트와 단교를 선언하였다. 이후 이란은 시아파 무슬림 국가의 종주국으로 서방과 대립각을 세웠고, 수니파 무슬림이 많은 이집트는 미국의 지원을 받으며 친서방 노선을 걸었다. |
| 러시아       |      | 미국과는 달리 러시아와의 관계는 매우 우호적이다. 소련 시절부터 우호적인 관계를 유지하고 있으며 지금도 매우 우호적인 관계를 유지하고 있다. |
| 아제르바이잔 |      | 아제르바이잔은 이란과 마찬가지로 시아파 이슬람교를 믿으나 이란령 아제르바이잔이 아제르바이잔의 지원을 받아 분리독립을 하거나 아제르바이잔이 이 지역의 영유권을 주장하는 것을 상당히 우려하고 있다. 이로 인해 이란은 아제르바이잔을 상당히 견제하고 있으며 나고르노카라바흐 전쟁에서 아르메니아를 지지하기도 했다. 현재도 관계는 그리 좋지 못한 편이다. |
| 미국         |      | 팔레비 왕조 시절에는 우호적인 관계를 유지하였으나 1979년 이슬람 혁명 발발 이후 관계가 악화되었고 주 이란 미국 대사관 인질사건을 계기로 1980년 4월 7일 국교를 단절하였다. 이후 이란은 미국의 테러지원국 명단에 등록되었고 2002년에는 조지 W. 부시 대통령에 의해 북한, 아프가니스탄 등과 함께 악의 축(Evil) 로 규정되는 등 최악의 관계를 걸었다. 버락 오바마 취임 이후 이란과의 관계가 회복될 기짐이 보였으나 도널드 트럼프 집권 이후 다시 악화되었으며, 2020년 1월 키셈 솔레이마니의 피살 이후 더욱 악화되었다. 미국은 정식 대사관이 아닌 이익대표부를 주 이란 스위스 대사관에 설치하여 영사 업무를 하고 있다. |
| 일본         |      | 일본과의 관계는 매우 돈독한 사이를 가지고 있다. 그러나 미국과 유럽 연합의 대 이란 경제 제재가 공표됨에도 불구하고 이란과 일본의 관계는 매우 우호적인 것으로 다스려져 있는 것으로 보이게 되지만, 이란 내에서의 반한 감정과 일본의 반한 감정을 비교하면 공통점을 가지고 있는 것으로 보인다. 그래서 일본과 이란의 관계는 대한민국이나 서방 세계보다도 매우 우호적인 국가이기도 하다. |

## 같이 보기
관련 항목
- 이란-조선민주주의인민공화국 관계
- 아랍-이란 관계(영어판)
- 이란-일본 관계

관련 협정
- 포괄적 공동행동계획 - 미국과 이란이 15개월 이상의 지속된 실무 핵협상을 통해, UN 이사국 5개 국가(영국, 프랑스, 중국, 독일등)및 유럽연합의 지지를 받았던 인류 최초의 핵협정